# تشارلز يانسي
تشارلز يانسي هو سياسي أمريكي، ولد في 28 ديسمبر 1948.